# قرار مجلس الأمن التابع للأمم المتحدة رقم 390
قرار مجلس الأمن التابع للأمم المتحدة رقم 390 (بالإنجليزية: United Nations Security Council Resolution 390)‏ ، هي قرار مجلس الأمن الدولي لمراقبة فك الاشتباك وتجديد الولاية خلال ستة أشهر أخرى، وهي إتفاقية ثنائية بين سوريا وإسرائيل من جهة وبين الاتحاد السوفيتي والولايات المتحدة من جهة أخرى، وتهدف هذا النص لمراقبة وضع هضبة الجولان السورية تحت المراقبة الدولية من الجانب السوري، وكانت النتيجة 13 موافقة، 0 الامتناع، 0 ضد، مع أن ليبيا والصين الشعبية غائبان عن الحضور.

## نص البيان
قرار رقم 390 (1976) بتاريخ 28 أيار/ مايو 1976. دعوة الأطراف المعنية إلى تنفيذ قرار مجلس الأمن رقم 338 (1973) فورا، وتجديد ولاية قوة الأمم المتحدة لمراقبة فض الاشتباك ستة أشهر أخرى.
إن مجلس الأمن،
وقد نظر في تقرير الأمين العام عن قوة الأمم المتحدة لمراقبة فض الاشتباك (S/12083 و إضافة واحدة) ، وقد لاحظ الجهود المبذولة من أجل إقامة سلم دائم وعادل في منطقة الشرق الأوسط، وتطورات الحالة في المنطقة، وإذ يعرب عن قلقه إزاء حالة التوتر السائدة في المنطقة.
يقرر:
1. دعوة الأطراف المعنية إلى تنفيذ قرار مجلس الأمن رقم 338 (1973) فورا؛
2. تجديد ولاية قوة الأمم المتحدة لمراقبة فض الاشتباك ستة أشهر أخرى؛
3. رجاء الأمين العام أن يقدم تقريرا، في نهاية هذه الفترة، عن تطورات الحالة وعن التدابير المتخذة من أجل تنفيذ قرار مجلس الأمن رقم 338 (1973).

## مصدر
1. ↑  United Nations Official Document نسخة محفوظة 03 مارس 2017 على موقع واي باك مشين.